# 부용
부용(芙蓉, Hibiscus mutabilis)은 아욱목 아욱과에 속하는 낙엽 관목이며, 목부용(木芙蓉)이라고도 한다.

## 생태
추위에 강한 편이고 바닷가에서도 잘 자란다. 높이는 1 ~ 3m에 이르며 가지에는 털이 있다. 잎은 보통 5 ~ 7갈래로 갈라지며, 잎 가장자리에는 둔한 톱니가 있다. 꽃은 8월에서 10월 무렵 가지 윗부분의 잎겨드랑이에 한 송이씩 달리며 연분홍색이나 흰색을 띤다. 꽃은 꽃잎이 모두 다섯 장으로 무궁화꽃과 비슷하지만 약간 커서 지름이 10 ~ 13cm 정도이다. 아침에 피고 저녁에는 사그라드는 하루살이 꽃으로, 장기간에 걸쳐서 매일 차례차례로 개화한다. 둥글게 생긴 열매는 씨방이 여러 개로 노란색 털이 많이 나 있고 익으면 말라 쪼개진다. 번식은 씨, 꺾꽂이, 포기나누기로 한다.
무궁화와 비슷하지만, 잎과 줄기가 달라 쉽게 구별할 수 있다. '행운은 반드시 온다.'가 부용의 꽃말이다.

## 분포
중국의 장강 유역 이남이 원산이며, 특히 후난성과 쓰촨성에서 주로 재배된다. 후난성은 부용을 널리 재배하여 '부용국(芙蓉國)'으로도 불리며, 쓰촨성의 청두시 일대에서도 부용을 흔히 볼 수 있어 '용성(蓉城)'으로도 불린다.
이외에 대만, 일본의 난세이 제도와 규슈, 시코쿠 등지에도 자생하며, 한국에서는 주로 남부 지방에서 관상용으로 재배되고 제주도에서는 야생으로 자라기도 한다.
또한 한때 미국 남부 지역에서 매우 흔하게 재배되어 '남부연합 장미'라는 의미의 컨페더레이트 로즈(영어: Confederate rose)라는 이름으로 불렸으며, 남북 전쟁 도중 한 병사가 치명상을 입어 관목 옆에서 피를 흘리다 죽은 뒤 그의 피가 꽃의 색을 흰색에서 빨간색으로 물들였다는 전설이 전해진다.

## 이용
꽃이 화려해 주로 관엽식물로 이용되며, 꽃과 잎, 뿌리는 중의학이나 한의학에서 각각 부용화(芙蓉花), 부용엽(芙蓉葉), 부용근(芙蓉根)으로 불리고 항염 및 항균 효과가 있어 옹종, 화상, 타박상, 독사에 물린 상처, 눈의 충혈과 통증, 폐열로 인한 해수 등의 증상의 약재로 쓰인다.
또한 일본의 난세이 제도나 이즈 제도 등에서는 부용의 섬유로 짠 끈이나 밧줄이 발굴되었으며, 고시키지마 열도에서는 부용의 줄기 껍질로 짠 옷인 비다나시(일본어: ビーダナシ)가 발굴되었다.

## 꽃 색깔 변화

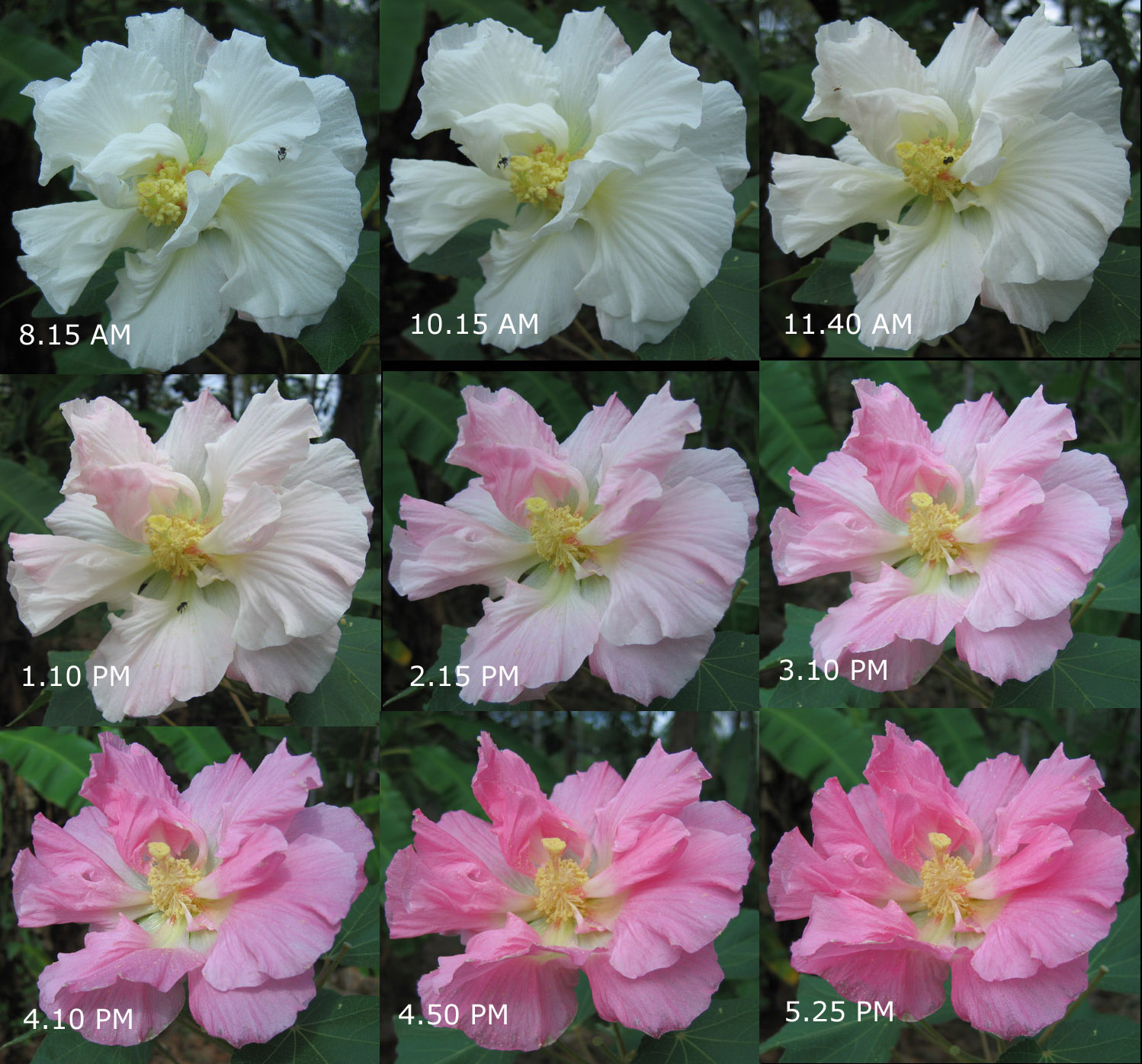
부용의 하루동안 꽃 색깔 변화.

부용의 꽃 색깔 변화는 아침에 흰색, 정오에 분홍색, 저녁에 빨간색 순서로 이루어지며, 온도가 낮아지면 색깔 변화가 느려진다.
빨간색으로 변한 꽃잎은 관목에서 떨어지기 전까지 며칠 동안 남아있게 되며, 꽃 색깔 변화에 따라 안토시아닌과 페놀산의 함량이 증가하는 특징을 보인다.

## 사진

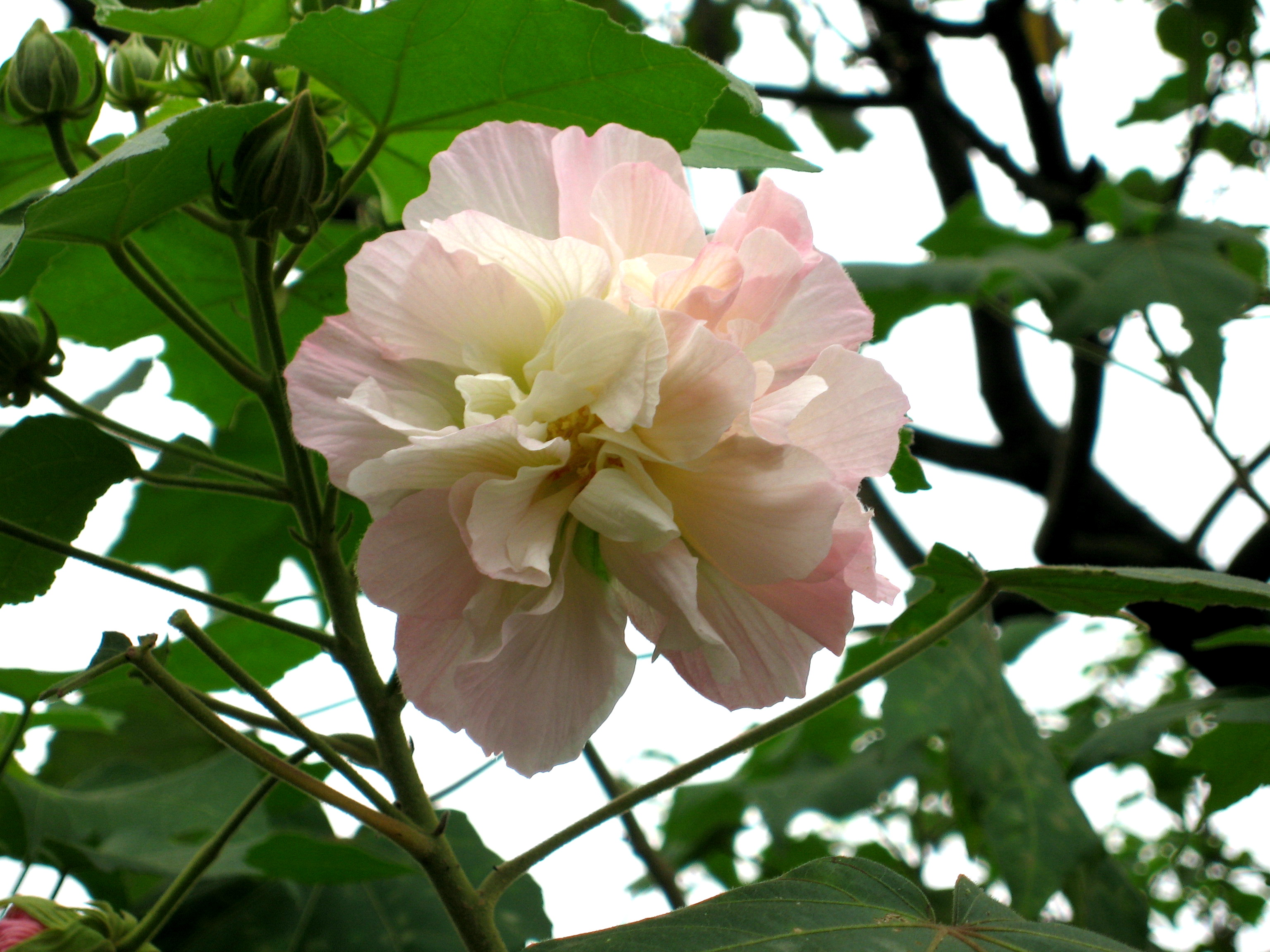
부용 꽃.
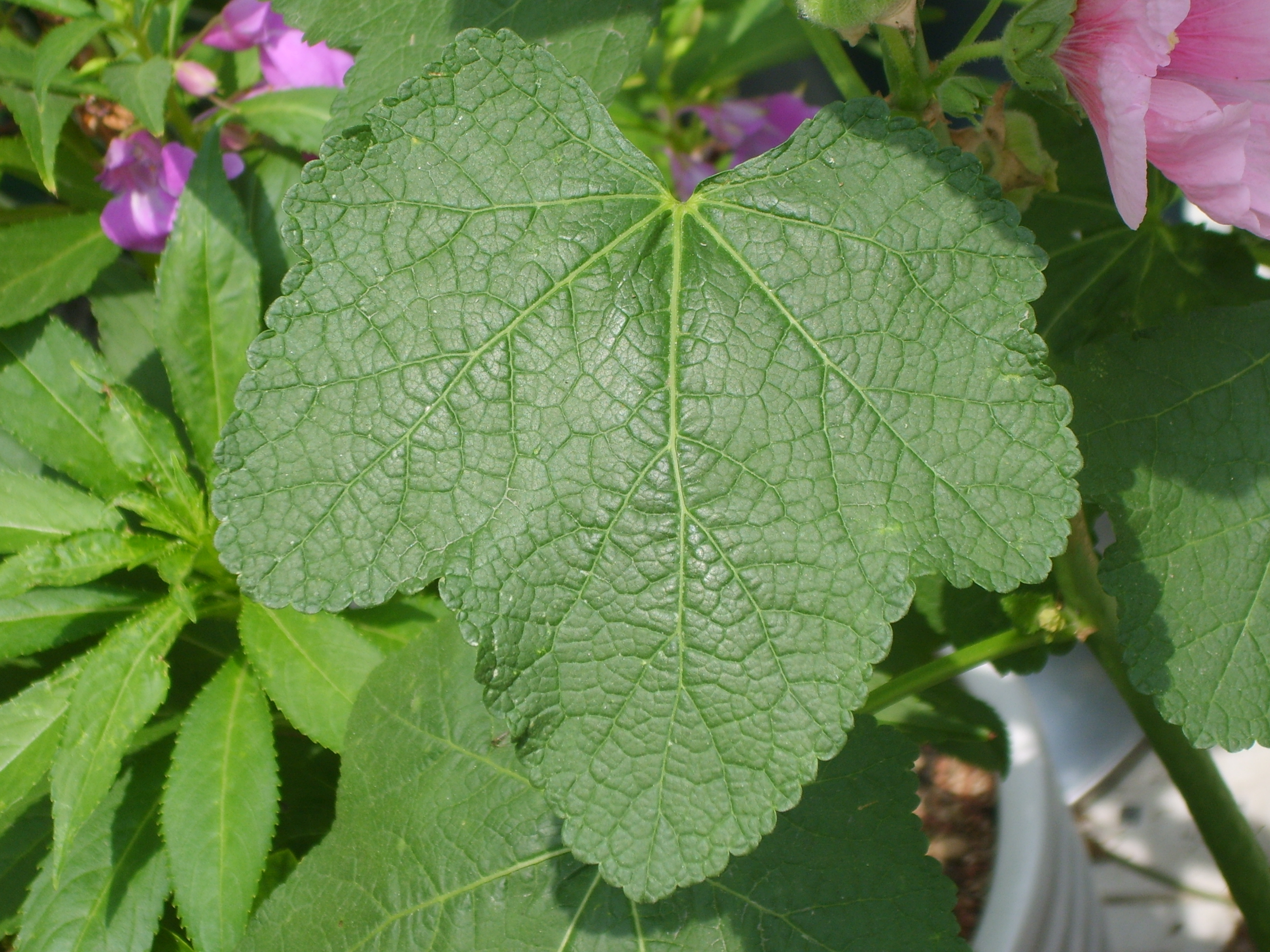
부용 잎.
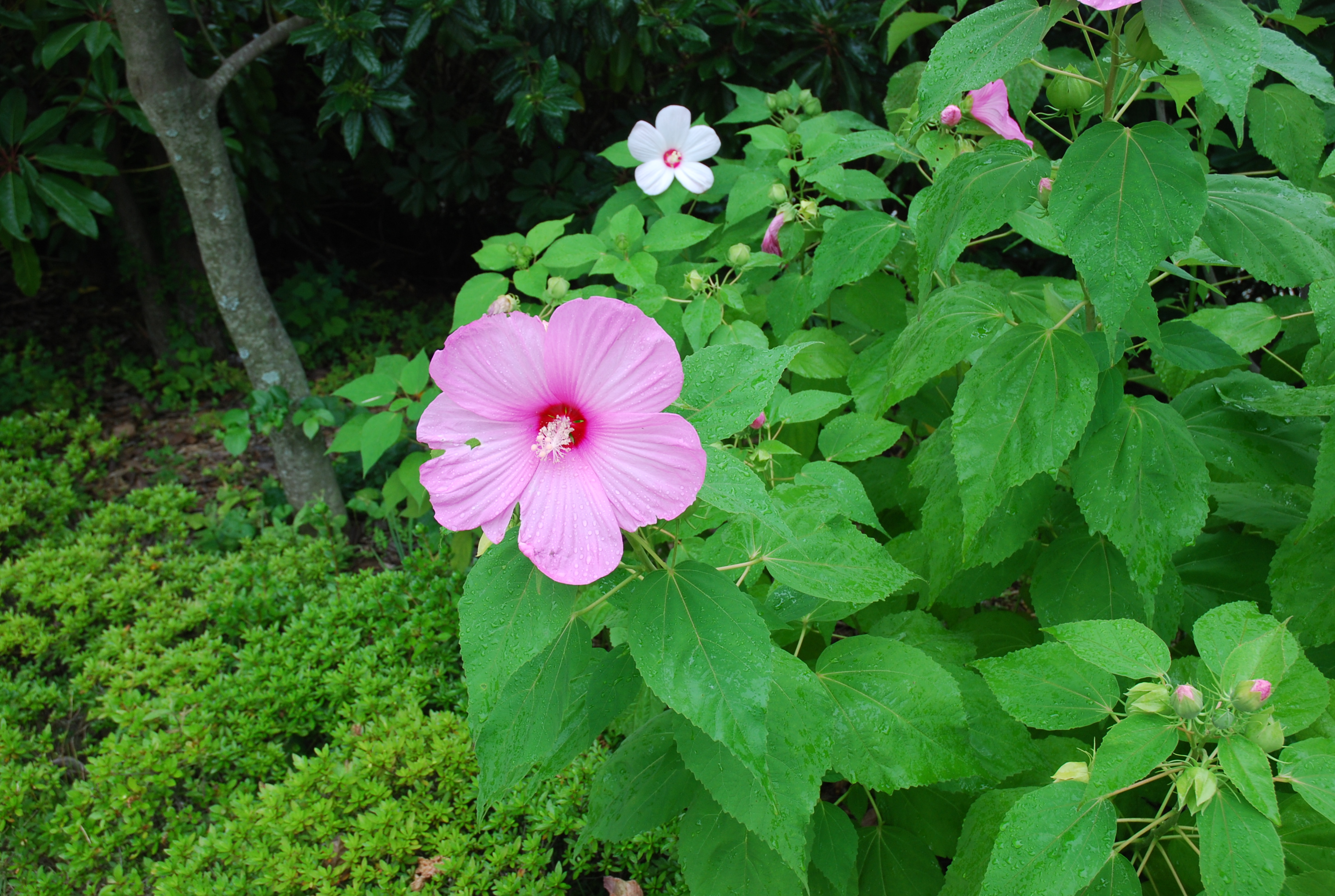
거제도 산방산 비원의 부용,
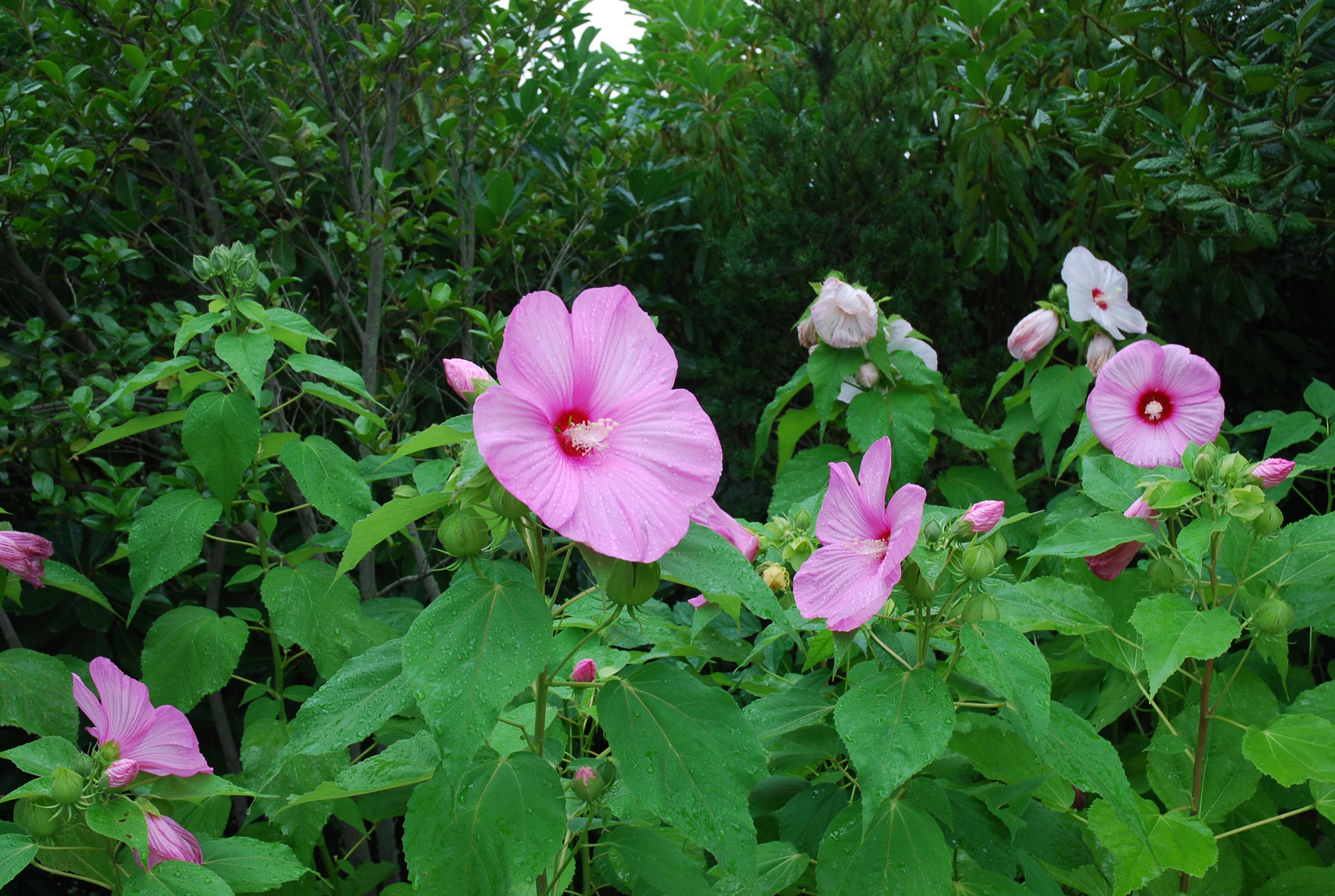
거제도 산방산 비원의 부용.